# سایت باستان‌شناسی لیانژو
سایت باستان‌شناسی لیانژو (انگلیسی: Archaeological ruins of Liangzhu City) یا به‌طور ساده سایت لیانگ‌ژو, شامل یک خوشه از سایت‌های دوران نوسنگی واقع در Liangzhu Subdistrict و Pingyao Town در یوهنگ، هانگژو، چین است. این ویرانه‌ها ابتدا در سال ۱۹۳۶ توسط Shi Xingeng کشف شد و در سال ۱۹۵۹ به عنوان متعلق به یک تمدن ناشناخته قبلی، به نام فرهنگ لیانگ‌ژو شناخته شد. در سال ۲۰۰۶، پس از کشف دیوارهای شهری، این محل به عنوان یک شهر باستانی تأیید شد.
این شهر در قسمت جنوب‌غربی منطقه فرهنگی لیانگ‌ژو قرار دارد و تصور می‌شود که مرکز سیاسی و معنوی فرهنگ لیانگ‌ژو بوده باشد، که نمونه‌ای از یک جامعه شهری پیش‌تاریخی کشاورزی برنج با دولت اولیه در یانگ‌تسه است. سایت شامل یک دیوار دفاعی با کاخ، مناطق مذهبی، و یک سیستم هیدرولیک پیچیده است که نشان‌دهنده یک جامعه پیشرفته با حکمرانی متمرکز است. سیستم هیدرولیک لیانگ‌ژو از نظر تاریخ شناخته‌شده، قدیمی‌ترین سیستم هیدرولیکی در جهان است. این شهر از حدود ۳۳۰۰ تا ۲۳۰۰ پیش از میلاد وجود داشت، اما نهایتاً به دلیل سیلاب‌های گسترده مرتبط با تغییرپذیری و تغییر اقلیم رها شده و تمدن آن نابود شد.
این ویرانه‌ها به عنوان یکی از قدیمی‌ترین نمونه‌های تاریخ چین شناخته می‌شوند، و تحت مدیریت کمیته مدیریت سایت لیانگ‌ژو قرار دارند، که بر پارک ملی سایت باستان‌شناسی لیانگ‌ژو نظارت می‌کند. ویرانه‌های شهر به همراه سایت یائوشان، در سال ۱۹۹۶ به عنوان سایت‌های فرهنگی مهم تحت حفاظت ملی معرفی شدند، در حالی که سیستم هیدرولیکی در سال ۲۰۱۷ تحت حفاظت استانی قرار گرفت. این سایت‌ها به همراه یکدیگر در سال ۲۰۱۹ به عنوان میراث جهانی ثبت شدند.

## کشف

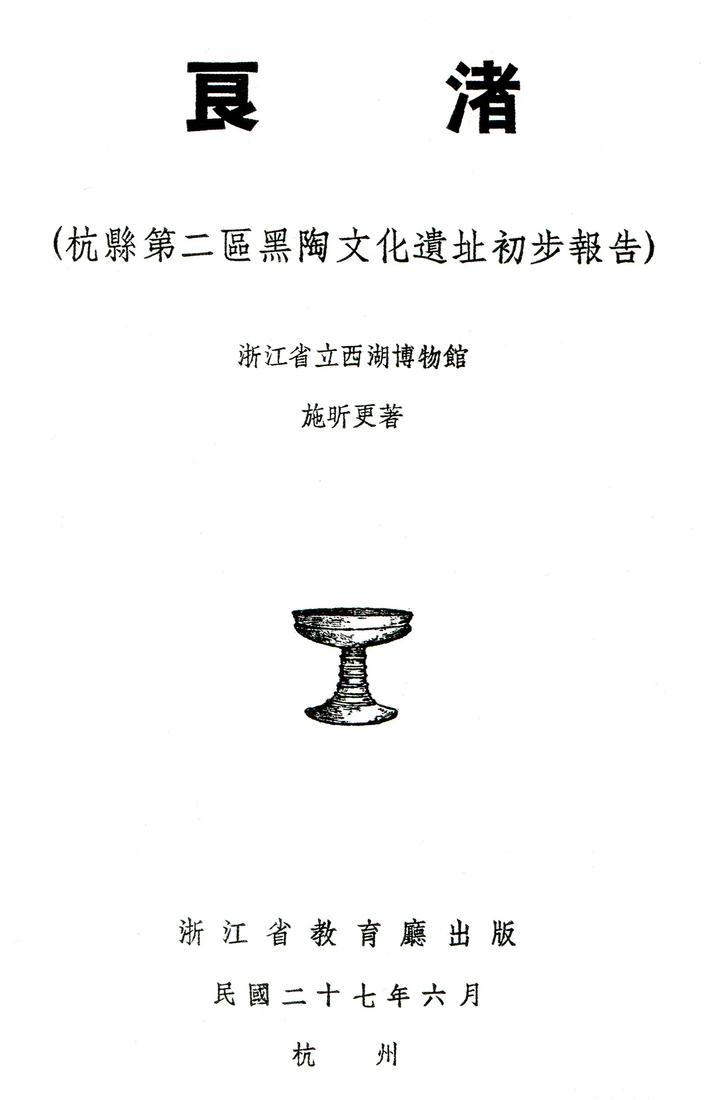
صفحه اول گزارش شی شینگنگ در مورد سایت لیانگ‌ژو (۱۹۳۸)

در دهه ۱۹۳۰، یشم در لیانگ‌ژو کشف شد، به دلیل ساخت یک بزرگراه ملی که نانجینگ را به هانگژو از طریق شهر متصل می‌کرد. این یشم‌ها تعداد کمی داشتند و تصور می‌شد که مربوط به دودمان شیا، دودمان شانگ، دودمان ژو یا دودمان هان باشند. در سال ۱۹۳۶، زمانی که شی شینگنگ از موزه دریاچه غربی سایت گودانگ را در نزدیکی تپه لائوخه حفاری کرد، یادآور آثار مشابه ظروف سنگی سیاه و ابزارهای سنگی بود که او در زادگاهش، لیانگ‌ژو دیده بود. این موضوع باعث حفاری‌های کوچک مقیاس در لیانگ‌ژو شد که آثار به دست آمده مربوط به فرهنگ لانگشان بودند.
از سال ۱۹۵۳، حفاری‌ها در هانگژو، ووشی و هوجا به تفاوت‌های بیشتر با فرهنگ لانگشان اشاره داشتند. فرهنگ اولیه در پایین‌دست یانگ‌تسه به نام «فرهنگ لیانگ‌ژو» توسط شیا نای در سال ۱۹۵۹ معرفی شد. این مفهوم به تدریج پس از کشف مقابر اشرافی لیانگ‌ژو در مکان‌های مختلف به رسمیت شناخته شد.

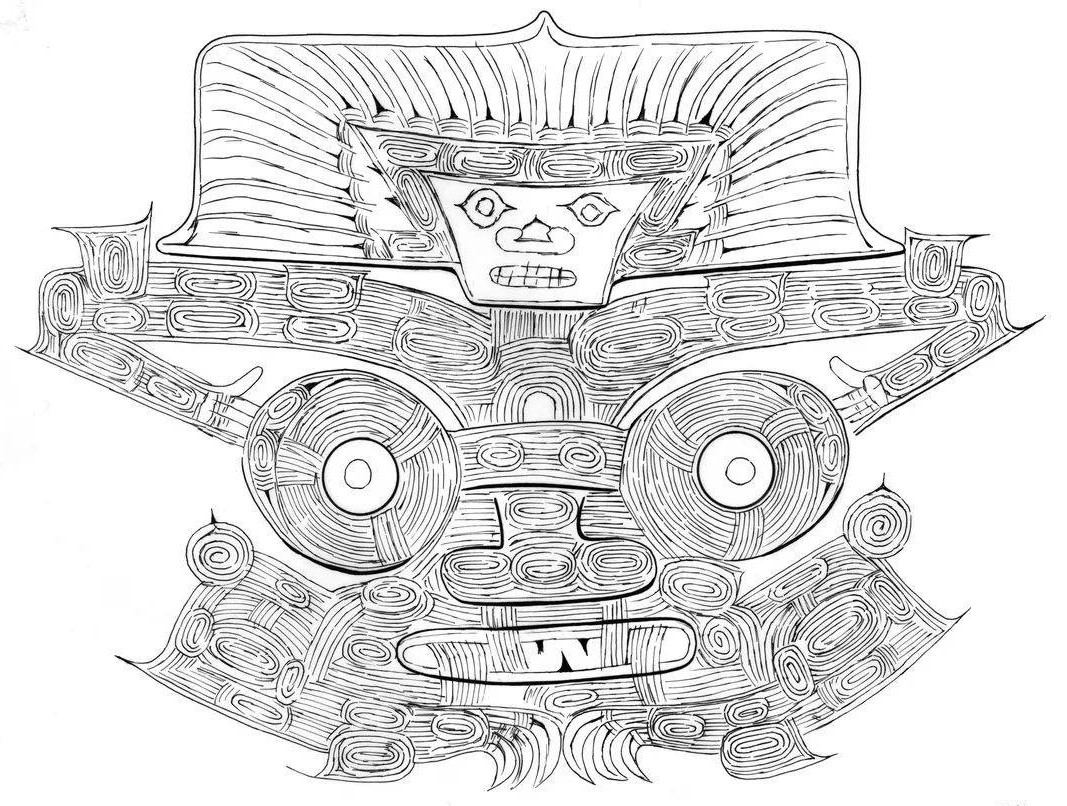
حکاکی‌های مینیاتوری پیچیده در یشم لیانگ‌ژو کشف‌شده در سایت فان‌شان در دهه 1980

در سال ۱۹۷۳، کشف آثار هنری پیچیده از یشم سبز از مقابر اشرافی فرهنگ لیانگ‌ژو، باستان‌شناسان را شگفت‌زده کرد، زیرا این اقلام حدود ۵٬۰۰۰ سال پیش ساخته شده بودند، که بسیار قدیمی‌تر از انتظارات قبلی بود. لیانگ‌ژو برخلاف سایر سایت‌های باستان‌شناسی، خوشه‌ای از سایت‌ها است،  که امید به کشف بیشتر یشم را به وجود آورد. در سال ۱۹۸۶، بیش از ۳٬۰۰۰ قطعه یشم در سایت فان‌شان در لیانگ‌ژو حفاری شد. در سال ۱۹۸۷، شایعاتی دربارهٔ یشم در قبرستان یائوشان مجاور به راه افتاد که موجب شد هزاران کشاورز شروع به غارت مقابر کنند تا زمانی که پلیس و باستان‌شناسان مداخله کردند. از آن زمان، آثار یشم لیانگ‌ژو به بازار عتیقه جهانی راه یافته‌اند.
در سال ۲۰۰۶، به منظور جابجایی کشاورزان از منطقه مرکزی سایت لیانگ‌ژو، لیو بین یک تیم باستان‌شناسی را هدایت کرد تا حفاری‌هایی در سمت غرب فلات سایت پوتافان در شهر پینگ‌یائو انجام دهند، که منجر به کشف یک ترانشه شمالی-جنوبی و یک فلات موازی با ترانشه در شرق شد. بین ترانشه و فلات، لایه‌ای از سنگ‌ها کشف شد ۳ متر (۹٫۸ فوت) زیر سطح زمین که اثبات کرد دیوار شهری است. از طریق کرینگ گسترده و حفاری در منطقه‌ای به مساحت ۱۰۰ کیلومتر مربع (۳۹ مایل مربع), طرح کلی شهر آشکار شد.

## جغرافیا
شهر باستانی لیانگ‌ژو در بخش مرکزی ناحیه یوهانگ از شهر هانگژو واقع شده است و شامل مناطق پینگ‌یائو و زیرناحیه لیانگ‌ژو است.  همچنین در بخش جنوب غربی منطقه فرهنگی لیانگ‌ژو قرار دارد. این مکان در یک حوضه به شکل C واقع شده است که در آن کوه‌های غربی ژجیانگ با دشت هانگژو-جیانگ‌سینگ-هوجو تلاقی دارند. این حوضه از شمال، غرب و جنوب با شاخه‌های کوه تیانمو احاطه شده است که سرشار از منابع طبیعی است. رودخانه تیائو شی شرقی از جنوب غرب به شمال شرق سایت عبور می‌کند و شبکه وسیعی از آبراه‌ها را ایجاد کرده است که با تپه‌های کوچک متقاطع است. زمین‌های کم‌ارتفاع این حوضه C شکل دسترسی مستقیم به دریاچه تایهو در شمال شرقی فراهم می‌کنند و یک مسیر حمل و نقل کلیدی و ناحیه مهم تولید برنج به شمار می‌روند.

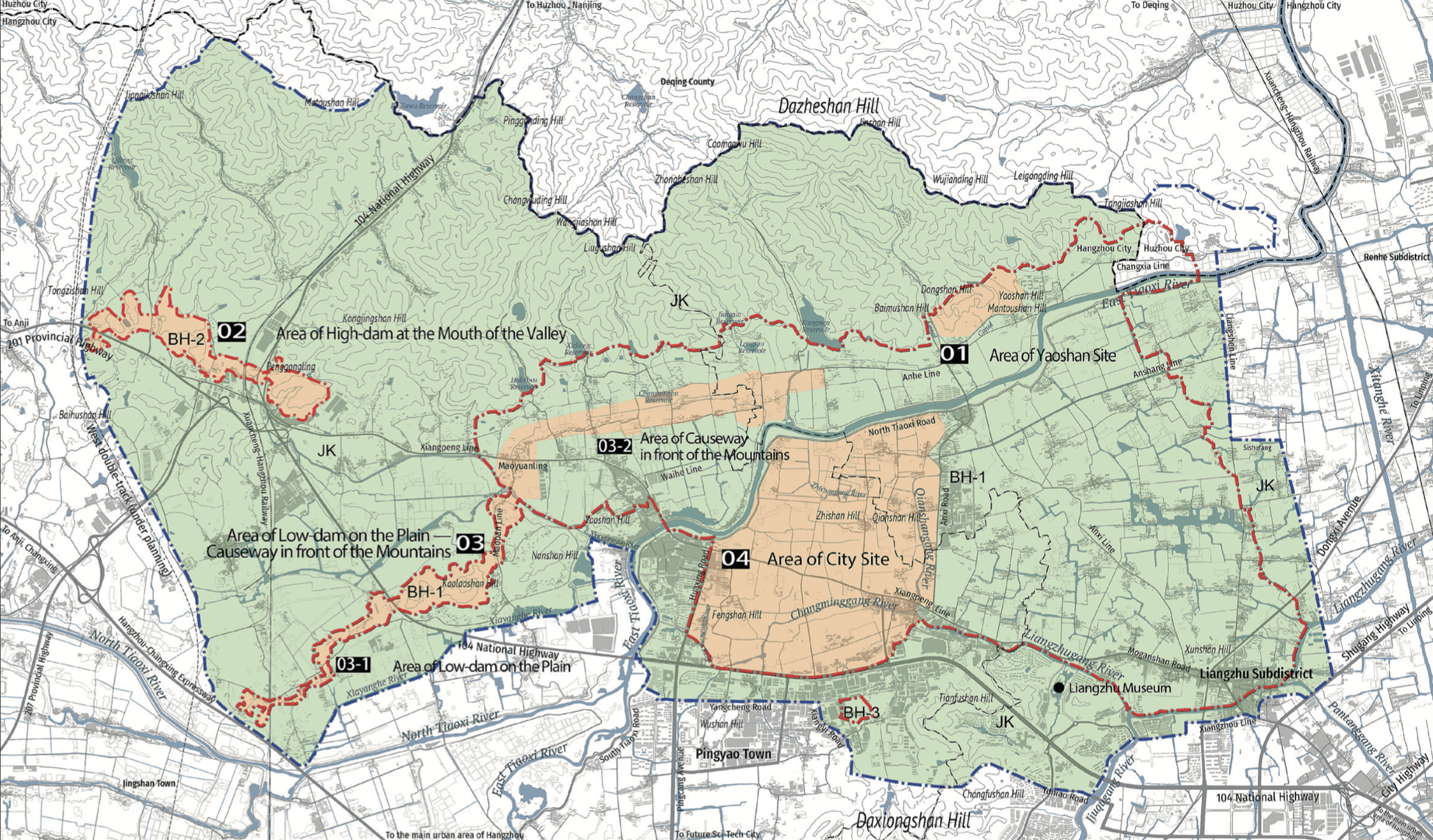
نقشه توپوگرافی سایت لیانگ‌ژو

برای مدیریت منابع آب به‌طور مؤثر، از جمله کنترل سیلاب‌ها، آبیاری و حمل و نقل، مردم لیانگ‌ژو سیستم وسیعی از حفاظت از آب در شمال غربی شهر ساختند. این سیستم که قدیمی‌ترین پروژه مدیریت منابع آب در جهان محسوب می‌شود، مساحتی نزدیک به ۱۰۰ کیلومتر مربع (۳۹ مایل مربع) را تحت پوشش قرار داد که شهر و اطراف آن را شامل می‌شود. هسته اصلی شهر لیانگ‌ژو ساختار "شهر سه‌گانه" داشت که همراه با سایت‌های مراسمی خارجی و سیستم حفاظت از آب، منطقه اصلی آن را تعریف می‌کرد. خود شهر حدوداً ۳ کیلومتر مربع (۱٫۲ مایل مربع) مساحت داشت، در حالی که گنجاندن شهر بیرونی این مساحت را به ۶٫۳ کیلومتر مربع (۲٫۴ مایل مربع) گسترش داد. شهر کنترل بیش از ۴۰ کیلومتر مربع (۱۵ مایل مربع) از حوضه را بر عهده داشت که بیش از 100 سایت فرهنگی لیانگ‌ژو با اهمیت‌های مختلف را در خود جای داده بود.
ویرانه‌های باستانی شهر لیانگ‌ژو شامل چهار سایت است که از طریق پیوندهای اجتماعی و فرهنگی مشترک به هم متصل هستند و یک خط زمانی پیوسته را شکل می‌دهند. در مجموع، این سایت‌ها یک میراث یکپارچه در منطقه‌ای به مساحت ۱۰۰ کیلومتر مربع (۳۹ مایل مربع) ایجاد می‌کنند که توسط یک ناحیه حایل واحد به مساحت ۹٬۹۸۰٫۲۹ هکتار (۲۴٬۶۶۱٫۸ جریب فرنگی) متحد شده‌اند.
| منطقه                | تاریخ‌گذاری رادیوکربن | مساحت                             | عناصر شناسایی شده         | مختصات مرکز                                                     |
| -------------------- | -------------------- | --------------------------------- | ------------------------- | --------------------------------------------------------------- |
| شهر                  | حدود 3000-2300 پ.م   | ۸۸۱٫۴۵ هکتار (۲٬۱۷۸٫۱ جریب فرنگی) | گورستان فانشان            | ۳۰°۲۳′۴۴″ شمالی ۱۱۹°۵۹′۲۷″ شرقی / ۳۰٫۳۹۵۵۶°شمالی ۱۱۹٫۹۹۰۸۳°شرقی |
| شهر                  | حدود 3000-2300 پ.م   | ۸۸۱٫۴۵ هکتار (۲٬۱۷۸٫۱ جریب فرنگی) | گورستان جیانجیاشان        | ۳۰°۲۳′۴۴″ شمالی ۱۱۹°۵۹′۲۷″ شرقی / ۳۰٫۳۹۵۵۶°شمالی ۱۱۹٫۹۹۰۸۳°شرقی |
| شهر                  | حدود 3000-2300 پ.م   | ۸۸۱٫۴۵ هکتار (۲٬۱۷۸٫۱ جریب فرنگی) | گورستان ونجیاشان          | ۳۰°۲۳′۴۴″ شمالی ۱۱۹°۵۹′۲۷″ شرقی / ۳۰٫۳۹۵۵۶°شمالی ۱۱۹٫۹۹۰۸۳°شرقی |
| شهر                  | حدود 3000-2300 پ.م   | ۸۸۱٫۴۵ هکتار (۲٬۱۷۸٫۱ جریب فرنگی) | گورستان بیانی‌جاشان        | ۳۰°۲۳′۴۴″ شمالی ۱۱۹°۵۹′۲۷″ شرقی / ۳۰٫۳۹۵۵۶°شمالی ۱۱۹٫۹۹۰۸۳°شرقی |
| شهر                  | حدود 3000-2300 پ.م   | ۸۸۱٫۴۵ هکتار (۲٬۱۷۸٫۱ جریب فرنگی) | منطقه کاخ                 | ۳۰°۲۳′۴۴″ شمالی ۱۱۹°۵۹′۲۷″ شرقی / ۳۰٫۳۹۵۵۶°شمالی ۱۱۹٫۹۹۰۸۳°شرقی |
| شهر                  | حدود 3000-2300 پ.م   | ۸۸۱٫۴۵ هکتار (۲٬۱۷۸٫۱ جریب فرنگی) | شهر درونی                 | ۳۰°۲۳′۴۴″ شمالی ۱۱۹°۵۹′۲۷″ شرقی / ۳۰٫۳۹۵۵۶°شمالی ۱۱۹٫۹۹۰۸۳°شرقی |
| شهر                  | حدود 3000-2300 پ.م   | ۸۸۱٫۴۵ هکتار (۲٬۱۷۸٫۱ جریب فرنگی) | شهر بیرونی                | ۳۰°۲۳′۴۴″ شمالی ۱۱۹°۵۹′۲۷″ شرقی / ۳۰٫۳۹۵۵۶°شمالی ۱۱۹٫۹۹۰۸۳°شرقی |
| شهر                  | حدود 3000-2300 پ.م   | ۸۸۱٫۴۵ هکتار (۲٬۱۷۸٫۱ جریب فرنگی) | مسیرهای باستانی رودخانه   | ۳۰°۲۳′۴۴″ شمالی ۱۱۹°۵۹′۲۷″ شرقی / ۳۰٫۳۹۵۵۶°شمالی ۱۱۹٫۹۹۰۸۳°شرقی |
| یاوشان               | حدود 3300-3100 پ.م   | ۶۶٫۵۶ هکتار (۱۶۴٫۵ جریب فرنگی)    | گورستان یاوشان و قربان‌گاه | ۳۰°۲۵′۳۴″ شمالی ۱۲۰°۰۰′۴۳″ شرقی / ۳۰٫۴۲۶۱۱°شمالی ۱۲۰٫۰۱۱۹۴°شرقی |
| سد بلند در دهانه دره | حدود 3100-2600 پ.م   | ۱۳۶٫۴۱ هکتار (۳۳۷٫۱ جریب فرنگی)   | سد بلند در دهانه دره      | ۳۰°۲۵′۱۳″ شمالی ۱۱۹°۵۴′۱۳″ شرقی / ۳۰٫۴۲۰۲۸°شمالی ۱۱۹٫۹۰۳۶۱°شرقی |
| سد پایین در دشت      | حدود 3000-2600 پ.م   | ۳۴۹٫۲۴ هکتار (۸۶۳٫۰ جریب فرنگی)   | سد پایین در دشت           | ۳۰°۲۴′۱۶″ شمالی ۱۱۹°۵۶′۴۸″ شرقی / ۳۰٫۴۰۴۴۴°شمالی ۱۱۹٫۹۴۶۶۷°شرقی |
| سد پایین در دشت      | حدود 3000-2600 پ.م   | ۳۴۹٫۲۴ هکتار (۸۶۳٫۰ جریب فرنگی)   | جاده در مقابل کوه‌ها       | ۳۰°۲۴′۱۶″ شمالی ۱۱۹°۵۶′۴۸″ شرقی / ۳۰٫۴۰۴۴۴°شمالی ۱۱۹٫۹۴۶۶۷°شرقی |